# Campo Bom
Campo Bom (dansk: Godt felt) er en by i delstaten Rio Grande do Sul i det sydlige Brasilien. Den har et indbyggertal på 62.886 (2022) indbyggere. Byen ligger ved floden Rio dos Sinos og blev grundlagt den 31. januar 1959 .
Clube 15 de Novembro er byens fodboldklub. 

## Eksterne Links
- Wikimedia Commons har flere filer relateret til Campo Bom
- Officiel hjemmeside (portugisisk)